# Ondřej Štefan
Ondřej Štefan (* koncem 20. let 16. stol., Prostějov – 21. června 1577, Jaroměřice) byl biskupem Jednoty bratrské a jedním z překladatelů Bible kralické.
Byl žákem a následovníkem Jana Blahoslava; studoval v Goldberku a Wittenbergu. Roku 1557 se stal knězem, roku 1571 byl zvolen biskupem.